# Белэр, Бьянка
Бьянка Блэр Кроуфорд (англ. Bianca Blair Crawford, урождённая Бьянка Николь Блэр (англ. Bianca Nicole Blair); род. 9 апреля 1989, Ноксвилл, Теннесси) — американская женщина-рестлер, в настоящее время выступающая в WWE на бренде SmackDown под именем Бья́нка Белэ́р (англ. Bianca Belair) и является бывшей чемпионкой WWE Raw среди женщин. На WrestleMania 37 Белэр и её соперница Саша Бэнкс стали первыми афроамериканками, закрывающими это шоу, за что обе получили награду ESPY.

## Ранняя жизнь
Блэр училась в средней школе в Ноксвилле, Теннесси, где преуспела во многих видах спорта, например, в легкой атлетике. Блэр соревновалась в беге с барьерами. Она также участвовала в соревнованиях по кроссфиту и пауэрлифтингу. Блэр была вынуждена оставить карьеру в кроссфите из-за межреберного хондрита, также известного как синдром смещенного ребра.

## Карьера в рестлинге

### WWE

#### NXT (2016—2020)
По словам автора ESPN Шона Херда, Блэр внесла свои данные в базу данных перспективных спортсменов WWE вскоре после преждевременного завершения карьеры в кроссфите «больше по прихоти, чем с реальными намерениями». Менее чем через две недели она получила сообщение в социальных сетях от ветерана WWE Марка Генри, который наткнулся на профиль Блэр, сказав, что он может устроить ей пробный тренинг, но подчеркнул, что она должна стараться. 12 апреля 2016 года после двух официальных проб Блэр подписала контракт с WWE и была направлена в WWE Performance Center в Орландо, Флорида.
Она дебютировала на ринге в сентябре, проиграв Алие. В эпизоде NXT от 3 мая 2017 года Блэр дебютировала на телевидении под именем Бьянка Белэр. Белэр участвовала в Mae Young Classic, где она победила Сейдж Беккет в первом раунде, но вылетела во втором раунде от победительницы турнира Кайри Сейн.
8 апреля Белэр дебютировала на «Рестлмании», приняв участие в женской королевской битве на «Рестлмании 34» вместе с другими женщинами из ростера NXT, однако её выбила Бекки Линч.
26 января 2019 года на NXT TakeOver: Phoenix Белэр провела свой первый матч за титул, встретившись с Шейной Басзлер за женское чемпионство NXT, но потерпела поражение после многочисленных вмешательств Джессамин Дьюк и Марины Шафир.
Белэр приняла заметное участие в «Королевской битве» 2020 года, где она вошла в матч под номером 2, выкинув рекордные 8 других рестлеров, после чего была элминиована победительницей — Шарлоттой Флэр, продержавшись 33 минуты и 20 секунд. Последний матч Белэр на NXT состоялся 19 февраля, где она была побеждена победительницей Шарлоттой Флэр.

#### Чемпион WWE SmackDown и WWE Raw среди женщин (2020—н.в.)
На Raw после «Рестлмании 36» Белэр дебютировала в основном ростере, спасая «Уличную наживу» (Анджело Доукинс и её муж Монтез Форд) от Зелины Веги, Анхеля Гарзы и Остина Тиори. Однако альянс был прекращен, так как WWE посчитала, что она не вписывается в комедийные сегменты команды. В рамках драфта 2020 года Белэр была отправлена на SmackDown.
31 января 2021 года Белэйр выиграла женскую «Королевскую битву», выкинув Рею Рипли, став первой в истории WWE афроамериканской суперзвездой, добившейся такого успеха (после Скалы, который выиграл мужской матч). Она провела в матче более 56 минут. В эпизоде SmackDown от 26 февраля Белэр официально бросила вызов чемпиону WWE SmackDown среди женщин Саше Бэнкс на титульный матч на «Рестлмании 37». На «Рестлмании» Белэр победила Бэнкс и выиграла титул чемпиона WWE SmackDown среди женщин, что стало первым титулом в её карьере. Затем она сохранила титул против Бэйли на WrestleMania Backlash и на Hell in a Cell.

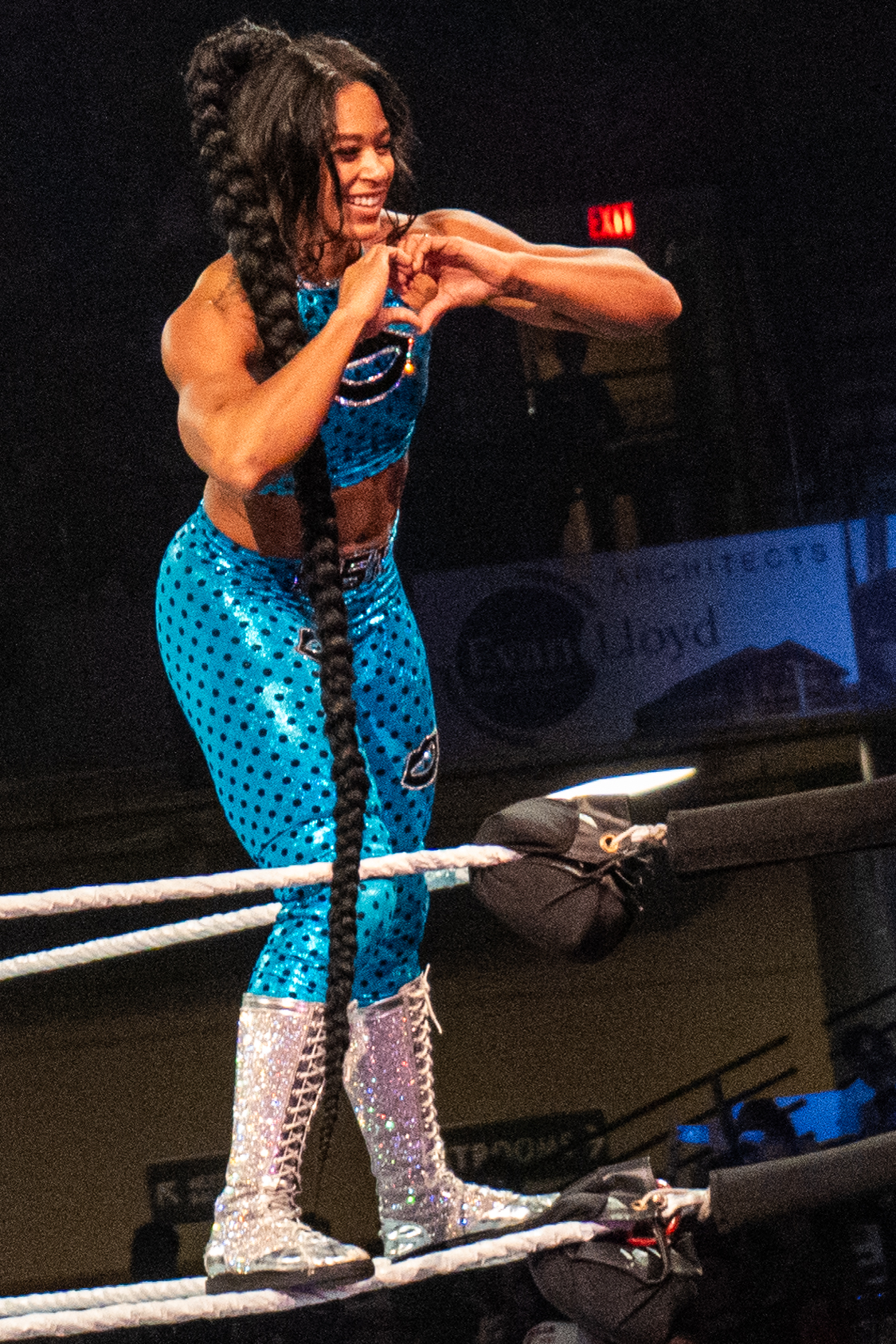
Белэр в 2024 году

На премиум-шоу Money in the Bank 2022 защищала Женское чемпионство Smackdown против Кармеллы и смогла сохранить титул. На SummerSlam (2022) Бьянка защитила Чемпионство от Бекки Линч, отомстив ей за прошлогоднее поражение в матче, который продлился нескоько секунд. После матча Бьянке угрожали вышедшие на ринг Бэйли, Ийо Скай и Дакота Кай, но при помощи Линч Бьянке удалось избежать драки. Днем позже на RAW троица продолжила нападения на участниц шоу, и Бьянка потребовала матч 1х1. На вызов откликнулась Ио Скай, матч против которой завершился без результата из-за начавшейся массовой потасовки при участии всех шестерых рестлерш. На следующее Премиум-шоу «Clash at the Castle» для всех девушек был назначен матч трио — Бьянка, Аска и Блисс против Бэйли, Скай и Кай. Этот матч завершился победой Бэйли и её подруг, причем удержала Бэйли именно Бьянку. На Extreme Rules девушкам был назначен матч с лестницами за чемпионство красного бренда. Кай и Скай попытались вмешаться, но Бьянка смогла отбиться от них, а позже победила, сняв чемпионский пояс, подвешенный над рингом. На Raw 24 октября Бэйли одолела Бьянку после вмешательства Никки Кросс, что дало ей право на ещё один матч за титул — этот матч по правилам «Последняя стоящая на ногах» был назначен на Премиум-шоу Crown Jewel. Данный матч происходил не только на ринге, но и на сцене, где рестлерши обменялись бросками, а Бэйли пыталась воспользоваться гольф-каром. Бьянка избежала наезда, а затем сама на каре привезла к рингу Бэйли, закинув её на крышу. В концовке Бьянка положила Бэйли между створками лестницы на ринге и подпихнула её под нижний канатв углу. Бэйли не была в отключке, однако она не смогла выбраться из этой ловушки и подняться до счета 3, таким образом, проиграв матч.

## Личная жизнь
9 июня 2017 года Блэр объявила о своей помолвке с коллегой рестлером Кеннетом Кроуфордом, более известным как Монтез Форд. Пара поженилась 23 июня 2018 года. Блэр является мачехой двух детей Кроуфорда от предыдущих отношений.

## Титулы и достижения
- ESPY Awards
  - Лучший момент WWE (2021)[17]
- Pro Wrestling Illustrated
  - № 23 в топ 100 женщин-рестлеров в рейтинге PWI Women’s 100 в 2020 году[18][19]
  - Женщина-рестлер года (2022)
- Sports Illustrated
  - № 9 в топ 10 женщин-рестлеров в 2018 году[20]
- WWE
  - Чемпион WWE SmackDown среди женщин (1 раз)[21]
  - Чемпион WWE (Raw) среди женщин (2 раза)
  - Женская «Королевская битва» (2021)[22]
  - Командная чемпионка WWE среди женщин (2 раза) — с Джейд Каргилл